# Secretaría de Cultura de Michoacán
La Secretaría de Cultura de Michoacán (Secum) es el organismo gubernamental encargado de preservar, fomentar y difundir la cultura en el estado de Michoacán, México. Su labor abarca la promoción de actividades artísticas, la conservación del patrimonio cultural y la gestión de recintos culturales.

## Historia
La Secretaría de Cultura de Michoacán fue creada el 31 de marzo de 2004 mediante el Decreto Legislativo número 440, en sustitución del Instituto Michoacano de Cultura. Su objetivo principal es fortalecer la infraestructura cultural del estado, mejorar la gestión de los bienes patrimoniales y ampliar el acceso a actividades artísticas y educativas para la población.

## Funciones y servicios
La Secum ofrece diversos servicios culturales, entre los que destacan:
- Promoción y difusión cultural: Organización de eventos artísticos, exposiciones, conciertos y ferias culturales.
- Investigación y conservación: Rescate, preservación y restauración del patrimonio cultural tangible e intangible del estado.
- Educación artística y capacitación: Impulso a la formación de artistas y gestores culturales mediante talleres, diplomados y programas de iniciación y profesionalización en música, artes plásticas, teatro y literatura.
- Apoyo a creadores y comunidades: Otorgamiento de estímulos económicos, becas y financiamiento de proyectos culturales para favorecer la creación y la difusión del arte local.

## Recintos culturales bajo su resguardo
La Secretaría de Cultura de Michoacán administra y resguarda diversos espacios culturales, entre los que se incluyen:

### Museos
- Museo de Arte Contemporáneo Alfredo Zalce (MACAZ) – Alberga una de las colecciones de arte moderno más relevantes del estado, con obras de artistas como Alfredo Zalce, Diego Rivera y José Clemente Orozco.[3]
- Museo del Estado de Michoacán – Exhibe piezas de arqueología, historia y etnografía sobre la entidad.[4]
- Museo de Arte Colonial – Destaca por su colección de Cristos, una de las más significativas de México.[5]

### Centros culturales
- Centro Cultural Clavijero – Espacio de exposiciones temporales ubicado en un antiguo convento jesuita.[6]
- Casa de la Cultura de Morelia – Fundada en 1977, ofrece talleres y actividades para la formación artística.[7]

### Bibliotecas
- Biblioteca Bosch Vargaslugo – Ubicada en el Palacio Clavijero, cuenta con un acervo digital de más de 200,000 documentos sonoros.[8]
- Biblioteca del Museo Casa Natal de Morelos – Contiene textos históricos sobre la Independencia de México.[9]
- Biblioteca del Museo del Estado – Resguarda documentos sobre la historia de Michoacán.[4]

## Colecciones destacadas
Entre las colecciones más importantes bajo resguardo de la Secum se encuentran:
- Pinturas y grabados del MACAZ: Con más de 3,800 piezas de arte moderno y contemporáneo.[3]
- Colección de Cristos del Museo de Arte Colonial: Reúne más de 100 representaciones de Cristo en distintos materiales y estilos.[5]
- Acervo documental y bibliográfico: Incluye archivos históricos y manuscritos sobre la historia de Michoacán.[8]